# Département de Catriló
Le département de Catriló est une des 22 subdivisions de la province de La Pampa, en Argentine. Son chef-lieu est la ville de Catriló.
Le département a une superficie de 2 555 km2 ; une petite portion de la zone rurale de Tomás Manuel de Anchorena, localité située dans le département d'Atreucó, s'étend dans le département de Catriló.
Sa population était de 6 728 habitants, selon le recensement de 2001 (source : INDEC).

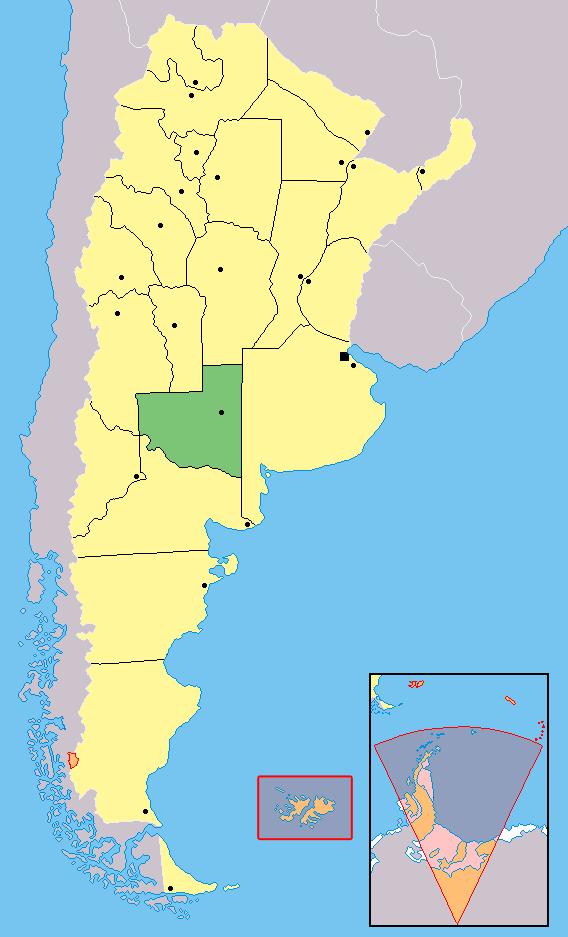
Localisation de la province de La Pampa en Argentine.

## Villes et localités
- Catriló, chef-lieu
- La Gloria
- Lonquimay
- Miguel Riglos
- Uriburu (Argentine)